# Centre de recherche en santé dans les milieux ruraux et du nord
Le Centre de recherche en santé dans les milieux ruraux et du nord (CRSRN) / Centre for Rural and Northern Health Research (CRaNHR) est un organisme d'études et de recherches appliquées situé aux universités Laurentienne, à Sudbury, et Lakehead, à Thunder Bay, en Ontario.

## À propos de CRSRN
De 1992 à 1997, le centre de recherche portait le nom de Unité de recherche du Nord en ressources humaines dans le domaine de la santé (URNRHS). Il a adopté une nouvelle dénomination, Centre de recherche en santé dans les milieux ruraux et du nord (CRSRN), afin de refléter son nouveau mandat de recherche élargi et la nouvelle structure de partenariat avec les milieux des soins de santé.
Le Centre a pour mission d'effectuer des recherches interdisciplinaires sur les soins de santé dans les milieux ruraux et le personnel qui y travaille, avec l'intention d'améliorer les services de santé, leur accès, surtout dans les régions rurales et du nord, et de parvenir à une meilleure compréhension du système de prestation de soins de santé.

## Liens
- Centre de recherche en santé dans les milieux ruraux et du nord (CRSRN) - Site Laurentienne
- Centre de recherche en santé dans les milieux ruraux et du nord (CRSRN) - Site Lakehead
- Université Laurentienne
- Université Lakehead